# Michael Kahn (Fabrikant)

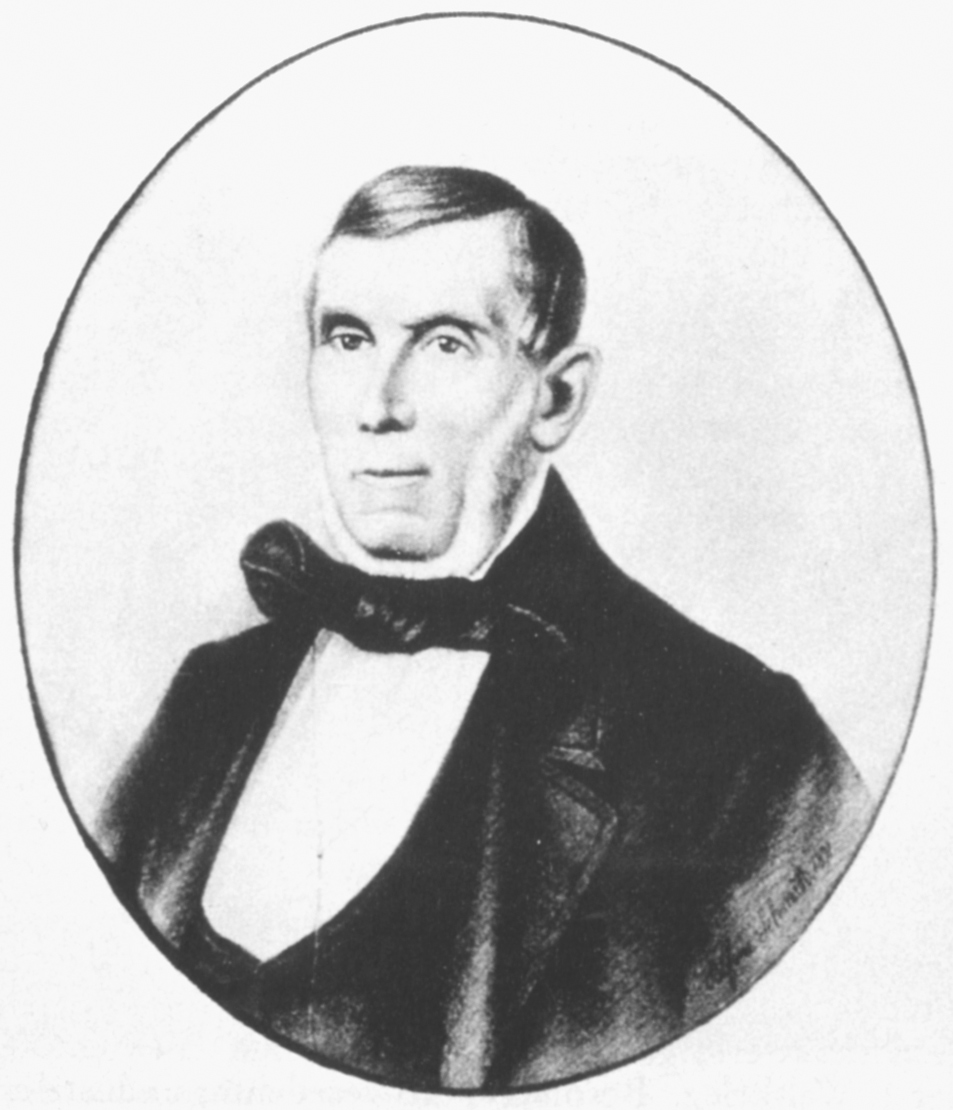
Michael Kahn

Michael Kahn (Mai 1798 – 19. Juli 1861 in Mannheim) war der Gründer einer Bettfedernfabrik, die sich in Mannheim zu einem großen Produktionsbetrieb entwickelte.

## Leben
Michael Kahn entstammte einer armen jüdischen Landfamilie. Sein Vater Benedikt Kahn starb bereits vor 1813, und seine Mutter (gest. 24. März 1852/Jüdischer Friedhof Eppingen, Grab Nr. 23) wird im Stebbacher Gemeinderechnungsbuch als arm bezeichnet. Im Juli 1826 heiratete er Franziska Bär (gest. 9. März 1892 in Mannheim), die Tochter des wohlhabenden jüdischen Viehhändlers und Besitzer des Stebbacher Gasthauses Zum Löwen.
Im gleichen Jahr begann er sein Geschäft, den Ankauf von Federn, die Trocknung, Sortierung und den Weiterverkauf. Da immer mehr Menschen Federbetten und Daunenkissen kauften, musste Michael Kahn Federn aus weiteren Regionen einkaufen. So vergrößerte sich ständig sein Betrieb. Der Transport von und nach Stebbach wurde immer mehr ein Problem. Die Stadt Heilbronn, wohin er seinen Betrieb verlegen wollte, billigte ihm den Einkauf in das Bürgerrecht der Stadt nicht zu.
Im August 1851 bekam er die Zusage der Stadt Mannheim, sich dort ansiedeln zu können. Im Jahr 1854 erfolgte der Umzug des Betriebes und der siebenköpfigen Familie nach Mannheim. Sein Vermögen belief sich nach der steuerlichen Veranlagung in dieser Zeit auf 47.000 Gulden. Nachdem 1858 ein Teil des Kahn'schen Wohn- und Geschäftshauses in S 1,9 niedergebrannt war, erwarb Kahn ein größeres Anwesen in J 6,1, wo er neben An- und Verkauf sowie Sortierung von Federn künftig auch die Weiterverarbeitung und Veredelung der Produkte aufnahm. Mit der Vergrößerung des Betriebes gingen auch neue Bezugsquellen einher, zu den bisherigen einheimischen Produkten kamen nun auch Federn aus Böhmen und Ungarn. Der Betrieb wurde mehrfach erweitert. Kahn nahm seine drei ältesten Söhne Hermann, Emil und Bernhard Kahn in die Geschäftsleitung auf. Sohn Bernhard hatte aufgrund politischer Umtriebe einige Zeit in den USA verbringen müssen und dort bedeutende Geschäftsverbindungen angebahnt.
Im Februar 1861 begab sich Kahn zur Operation eines schmerzhaften Hühnerauges nach Düsseldorf. Bei dieser Operation zog sich Kahn eine Wundinfektion zu, aufgrund derer ihm wenig später ein Fuß amputiert werden musste und der er am 19. Juli 1861 schließlich erlag.
Seine Firma wurde unter dem Namen M. Kahn Söhne zunächst von den Söhnen fortgeführt. Als diese sich in der Folgezeit auf das Bankgeschäft konzentrierten, gelangte die Mannheimer Bettfedernfabrik in den Besitz der Familie Straus, die den Betrieb 1904/05 mangels weiterer innerstädtischer Expansionsmöglichkeiten in den Mannheimer Industriehafen verlegte. Die Firma hatte unter der Rohstoffknappheit des Ersten Weltkriegs und der nachfolgenden französischen Besatzung des Mannheimer Hafengebiets zu leiden. 1937 erfolgte die zwangsweise Umbenennung der M. Kahn Söhne GmbH in Mannheimer Bettfedernfabrik. 1938 wurde die Fabrik „arisiert“ und kam in den Besitz der Unternehmerfamilie Kauffmann, die das Unternehmen bis in die 1980er Jahre leitete. Von 1972 bis 1990 war das dänische Unternehmen Nordisk Fjerfabrik Teilhaber des Unternehmens, seit 1990 zählte die Mannheimer Bettfedernfabrik zur Nord Feder GmbH in Stuttgart-Untertürkheim. Von etwa 40 Mitarbeitern in Mannheim wurden jährlich 250 Tonnen Flaum verarbeitet, die Produkte des Unternehmens wurden hauptsächlich unter dem Markennamen Centa-Star vertrieben. Nach drei Jahren Kurzarbeit schloss das Unternehmen im Jahr 2004. Die historischen Produktionsanlagen im Mannheimer Industriehafen werden von einem Nachfolgeunternehmen noch teilweise zur Produktion genutzt, ein Teil der Gebäude dient als Hafenpark inzwischen auch der Kreativwirtschaft.

## Michael Kahn’sche Schulstiftung
Mit der Michael Kahn’schen Schulstiftung setzten die Söhne ihrem Vater ein Denkmal. Die Stiftung wurde 1870 eingerichtet und diente in Stebbach zur Finanzierung der Schulbücherei, für allgemeine Schulbedürfnisse und zur Lernmittelbeschaffung für arme Schüler. Da das Stiftungskapital nahezu aufgebraucht war, beschloss der Gemeinderat von Stebbach 1953 die Auflösung der Stiftung.